# Église Saint-Vincent de Rouen
Pour les églises ayant le même vocable, voir Église Saint-Vincent.
L'église Saint-Vincent est une ancienne église catholique de style gothique située à Rouen, en France. Elle a été presque entièrement détruite par un bombardement en mai 1944.

## Localisation
L'église Saint-Vincent est située dans le département français de la Seine-Maritime, dans la commune de Rouen.

## Historique

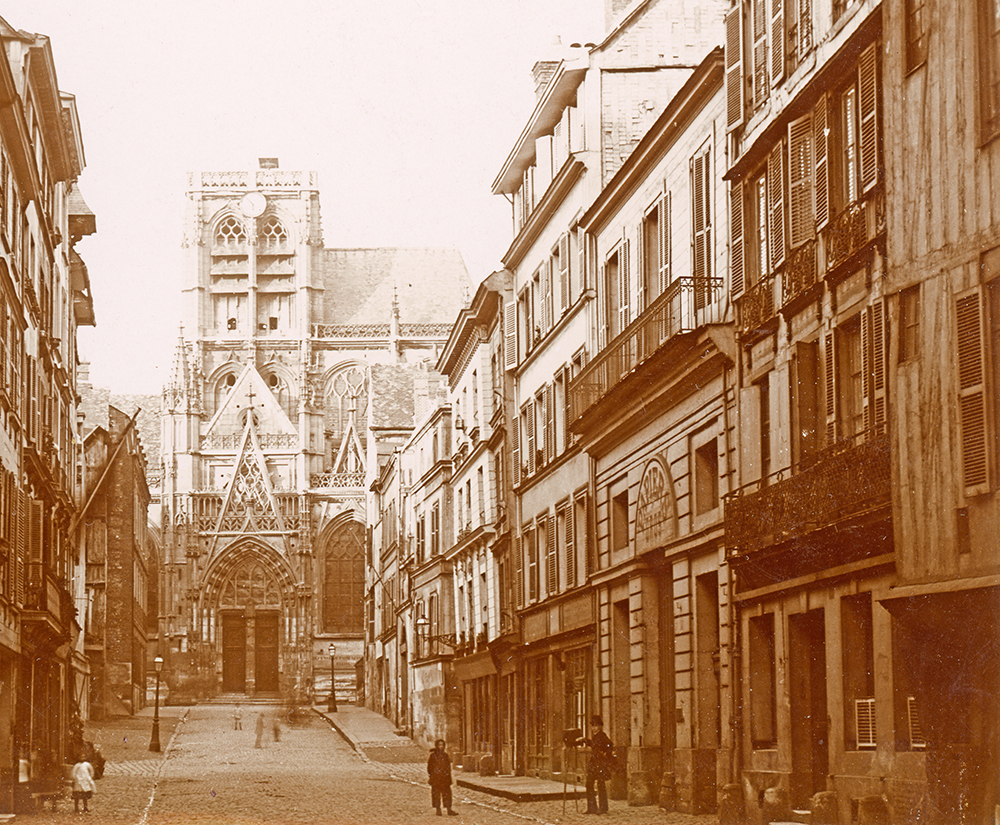
Portail sud de l'église Saint Vincent au XIXe siècle, vue de la rue Haranguerie (disparue depuis la reconstruction).

Elle est dénommée église Saint-Vincent-sur-Rive à cause de sa proximité avec les quais de la Seine. Elle était par ses dimensions, la qualité de son architecture et la richesse de son patrimoine, la quatrième église gothique la plus importante de Rouen, après la cathédrale Notre-Dame, l'abbatiale Saint-Ouen et l'église Saint-Maclou.
Elle était placée sous le patronage de Saint Vincent (de Saragosse), un saint d'origine ibérique, dont l'une des verrières de l'église décrit le martyre.
L'existence de la paroisse Saint-Vincent de Rouen est attestée dès 1169. Proche du port, elle bénéficie de son activité économique et commerciale, et de la Vicomté, dont l'hôtel était situé en face de son portail occidental, organisme régissant l'activité portuaire, soit le trafic sur le fleuve et la conservation des étalons et mesures nécessaires aux échanges économiques, en particulier le négoce du sel.
La nef de l'église est construite au milieu du XVe siècle, avec une première tour de transept. Dans les années 1470, la croisée du transept est agrandie, les portails nord, sud et ouest sont édifiés. Entre 1512 et 1528, le chœur, orienté à l'Est, est reconstruit, très élevé, avec un déambulatoire et une élévation à trois étages. L'élévation du chœur est telle que le faitage de sa toiture atteint presque le sommet de la tour lanterne.
À la suite de cette reconstruction, d'amples verrières sont mises en place dans les croisées.
Au XVIIe siècle, la tour-lanterne carrée est édifiée
Au XVIIIe siècle, un collatéral est ajouté sur le côté nord de la nef, le chœur est réaménagé, l'orgue est renouvelé.
Fermée pendant la Terreur, l'église est rachetée et préservée, puis rendue rapidement au culte.
Au XIXe siècle, elle bénéficie de plusieurs chantiers de travaux : construction du collatéral sud, restauration du portail occidental, des contreforts de l'abside, du portail sud, des vitraux ; construction d'une nouvelle sacristie.
Les travaux sur les contreforts de l'abside et ceux sur le portail sud sont menés dans les années 1870 par l'architecte Louis Sauvageot, alors architecte de la ville de Rouen.
À cette époque, seuls les côtés ouest (place Saint-Vincent, traversée par la rue de la Vicomté), et sud (longé par la rue Saint-Vincent) de l'église étaient visibles par le public, les deux autres côtés (nord et Est) étant bordés de bâtiments privés,
Située en bas de la rue Jeanne-d'Arc, l'église est épargnée en 1861, lors du percement de celle-ci, à quelques mètres de son abside. Ce percement modifie néanmoins son environnement : les côtés Est et nord de l'église sont dégagés, l'ouverture de la rue de l'Impératrice (actuelle rue Jeanne d'Arc) permet la mise en valeur de l'abside ; le percement de la rue Fleurus-Duvivier (aujourd'hui disparue), sur le flanc nord de l'église, permet aussi sa mise en valeur de ce côté. 
En 1939, ses verrières anciennes, réalisées vers 1520-1530, au nombre de 29, considérées parmi les plus belles de la ville, sont démontées par mesure de sécurité, soigneusement mises en caisses et transportées à Niort.
L'église est détruite à la fin de la Seconde Guerre mondiale, le 31 mai 1944, par plusieurs bombes lâchées, lors des bombardements alliés sur Rouen et son agglomération, durant la semaine du 30 mai au 5 juin 1944, dite « semaine rouge ».
En 1945, ses restes sont considérés comme trop endommagés pour envisager une reconstruction. La rue du Général-Giraud est percée sur leur emplacement, dans les années 1950. 

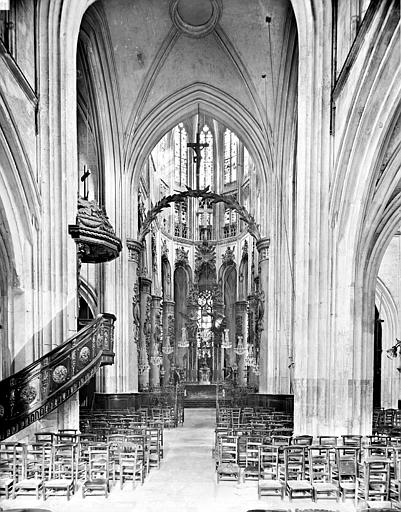
Eglise Saint-Vincent de Rouen (ancienne) - Nef, chaire, transept, chœur

Seuls subsistent aujourd'hui le portail sud de son transept, avec un petite partie du mur adjacent.
Le classement de l'église au titre des monuments historiques en 1862 s'applique à ces vestiges.

## Description

### Ruines de l'édifice
L'église Saint-Vincent était une église de style gothique flamboyant construite entre 1450 et 1556 . Sa tour clocher inachevée se situait au-dessus de la croisée du transept selon le plan usuel des églises gothiques normandes (voir à ce sujet : la cathédrale Notre-Dame, l'abbatiale Saint-Ouen et l'église Saint-Maclou). La façade ouest se composait d'un porche polygonal érigé en 1490. Il ne reste aujourd'hui que le portail sud, très endommagé, alors que les destructions consécutives à la Seconde Guerre mondiale avaient épargné l'ensemble des murs de l'édifice. Celui-ci avait été élevé en 1515 dans le prolongement de l'ancienne rue Haranguerie.

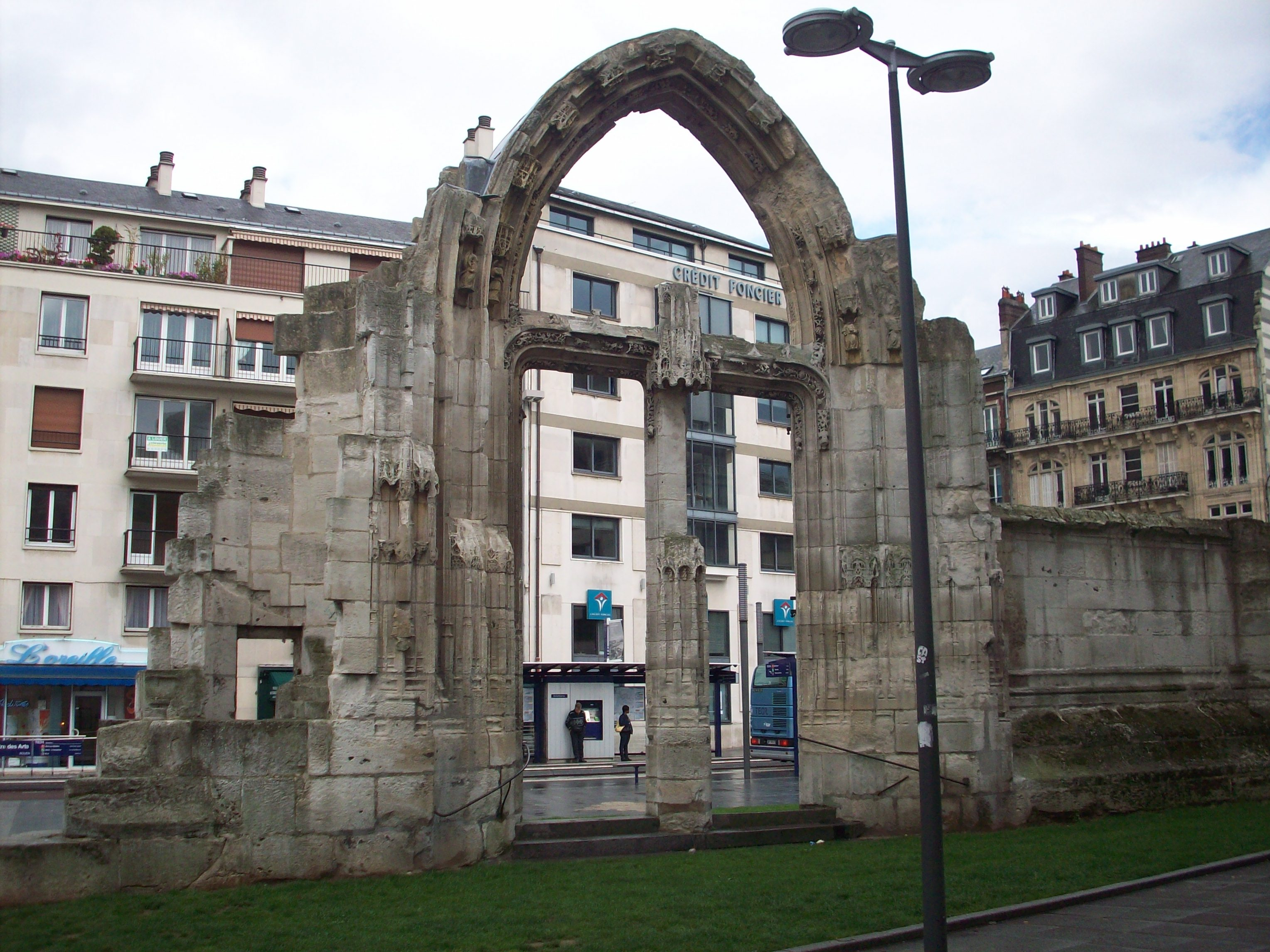
Vestige de l'église Saint-Vincent de Rouen : restes du portail méridional.
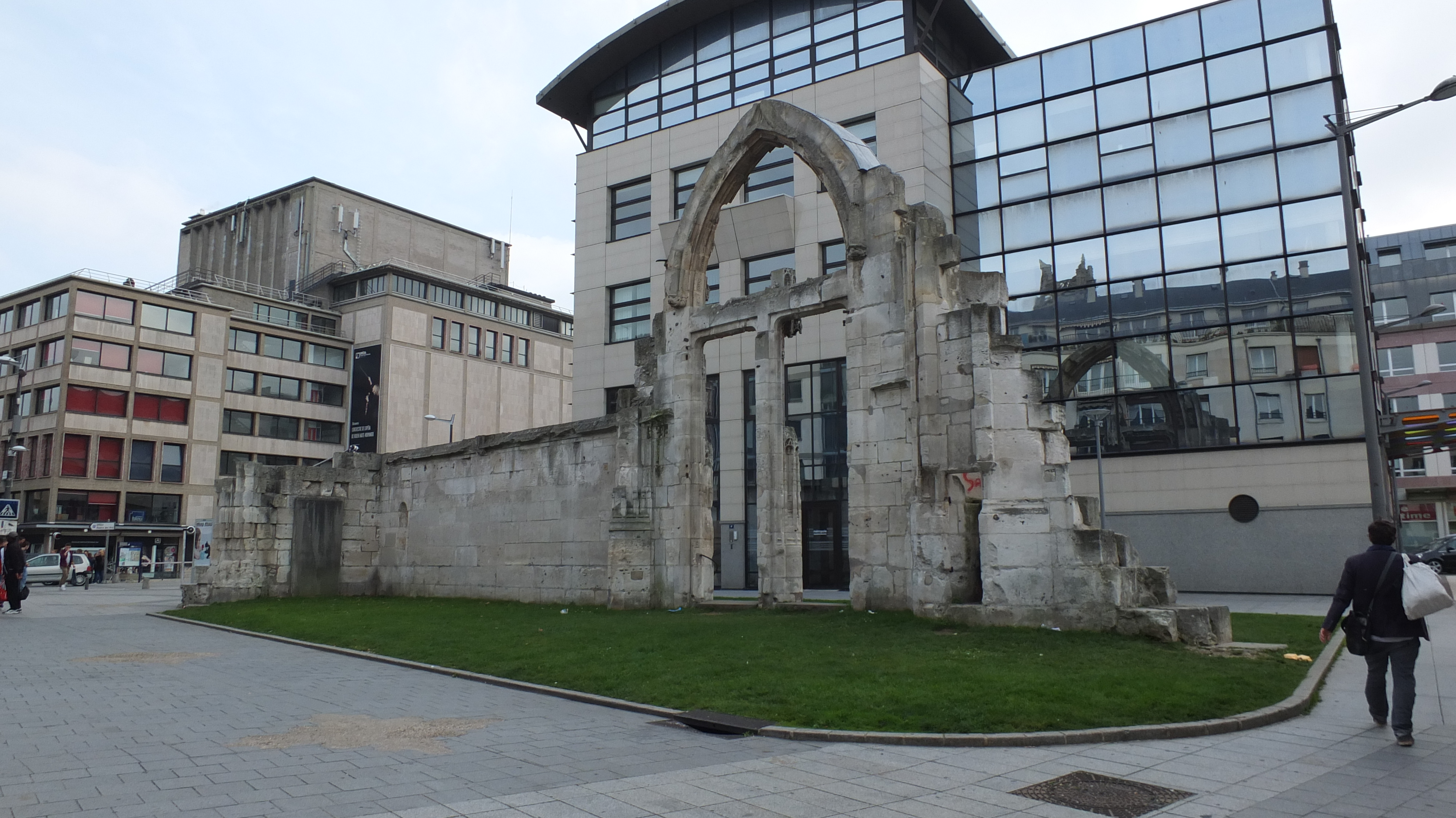
Ruines de l'église Saint-Vincent de Rouen. On distingue encore le portail sud devant le siège du réseau Astuce (transports en commun de la métropole Rouen Normandie).

### Les vitraux
Trois des principales verrières de l'ancienne église Saint-Vincent de Rouen ont été exécutées vers 1525 par l'atelier de Jean et Engrand Le Prince, à Beauvais, atelier réputé pour la beauté de ses travaux, et qui fournit notamment des vitraux pour la cathédrale Saint-Pierre de Beauvais. 
Dix autres verrières du chœur furent exécutées dans les années 1520 par "'l'Atelier rouennais"
Ces verrières furent restaurées à la fin des années 1860 par l'atelier Duhamel-Marette, d'Evreux. 
Après la guerre, la question se pose du réemploi des vitraux démontés en 1939. Ces vitraux sont rapportés à Rouen en 1954. L'un d'entre eux est mis en place au musée Le Secq des Tournelles, huit autres dans la Cathédrale Notre-Dame, dans la chapelle de la vierge et la tour Saint-Romain. 
Considéré comme indivisible, l'ensemble des vitraux du chœur de Saint-Vincent reste dans l'attente jusqu'à la décision prise par la municipalité, au début des années 1970, de réaménager la Place du Vieux-Marché en y construisant une nouvelle église propre à remplacer Saint Vincent comme église paroissiale et à accueillir les vitraux provenant de son chœur.
La paroi nord de la nouvelle église Sainte-Jeanne-d'Arc est conçue pour recevoir les treize verrières du chœur de l'église Saint-Vincent, qui y sont enchâssées en 1978. 
Quelques vitraux, dont celui du Jugement dernier et un arbre de Jesse se trouvent dans les réserves du musée des Beaux-Arts. Quelques vitraux de Duhamel-Marette datant du XIXe siècle n'avaient pas été démontés et ont été détruits dans le bombardement.